# 39741 Komm
39741 Komm è un asteroide areosecante. Scoperto nel 1997, presenta un'orbita caratterizzata da un semiasse maggiore pari a 2,1825692 au e da un'eccentricità di 0,3493652, inclinata di 6,34046° rispetto all'eclittica.
L'asteroide è dedicato all'astronomo Rudolf Walter Komm.